# 上海轨道交通浦南线
上海轨道交通市域线浦南线，原称心港快线，曾使用“27号线”番号，是上海市域铁路的规划中的线路，規劃起點位於浦東新區上海科技館站，經张江科学城、新場古鎮至四团站，到达臨港新片區。
浦南线将采用最高设计速度160公里/小时的车辆，并开行快慢车，南汇新城到上海科技馆站全程最短出行时间约32分钟。

## 历史

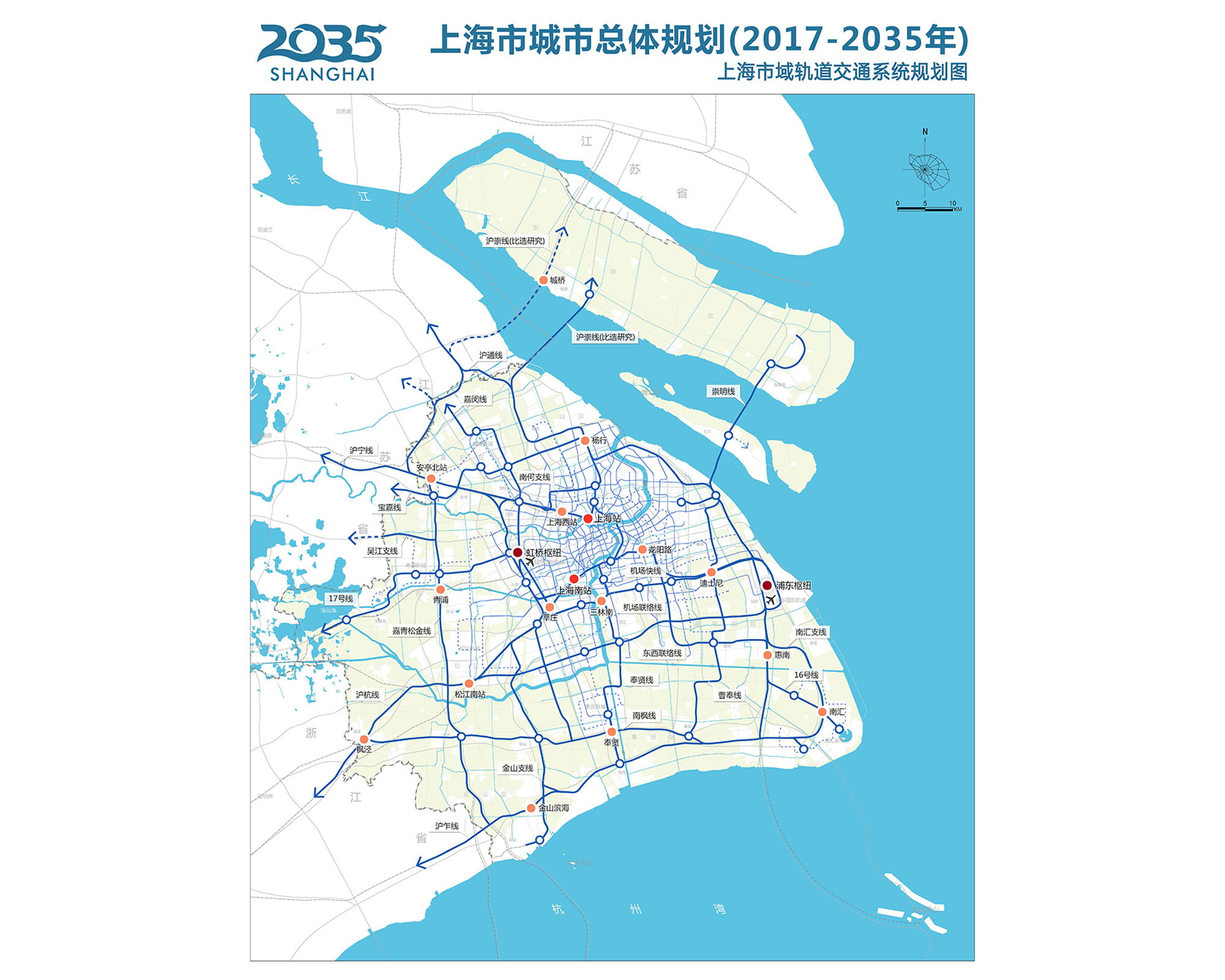
上海市城市总体规划（2017-2035年）轨道交通市域线系统规划图。虚线为比选方案。

- 本线路原本是贯穿张江科学城的地铁27号线，列于《上海市城市总体规划（2017-2035年）》，北起花木街道、南至新场镇，沿金科路–康新公路走行，在张江科学城范围内设15座车站[2]。
- 2020年後，为实现临港新片区与市中心30分钟快速联系的时空目标，地铁27号线規劃被改为市域快线并向南延伸[3]，以“与中心城直达快速轨道交通”名义列入《临港新片区综合交通“十四五”规划》研究，简称“心港快线”[4]。
- 2024年，新一轮《上海市轨道交通线网规划》实施深化完成編制。本綫定名为浦南线[5]，取起讫于浦东新区人民政府至南汇新城之意。
  - 原“27号线”番号改由另一條“张江路线”（26号线規劃外擴前的東半環）使用[6]。该线南起上海国际旅游度假区站附近，經孫橋、金橋，北至21号线东煦路站[7]。